# St. Clair megye (Missouri)
St. Clair megye az Amerikai Egyesült Államokban, azon belül Missouri államban található. Megyeszékhelye Osceola, legnagyobb városa Appleton City. Lakosainak száma 9284 fő (2020. április 1.). St. Clair megye Henry, Cedar, Polk, Hickory, Benton, Bates és Vernon megyékkel határos.

## Népesség
A megye népességének változása:
| Lakosok száma | 9832 | 9711 | 9505 | 9487 | 9440 | 9284 |
|               | 2010 | 2011 | 2012 | 2013 | 2015 | 2020 |